# 克鲁格金币
克魯格金幣（/ˈkruːɡərænd/）是南非一种最著名的金币。南非是世界上最大的产金地。为了促销其出产的黄金，南非在1967年发行克鲁格金币，此后，风行世界。克鲁格金币正面有南非共和國第一任总统保罗·克鲁格的侧面像，故得名“克鲁格金币”。当时克鲁格金币是唯的1金衡盎司金币，其市场价格依黄金价格的起跌而上落，又以其有国家标准，含金量准确，多可买卖几十几百枚，少可以买卖一二枚，随时可脱手，受投资者信赖，以购卖克鲁格金币作为理想的投资黄金市场的手段。
克鲁格金币有四种不同重量
- 币重1    金衡盎司 34.05克  纯度 91.7%。含金量31.104克
- 币重0.5  金衡盎司 17.025克 纯度 91.7% 含金量15.552克
- 币重0.25 金衡盎司  8.5130克 纯度 91.7% 含金量7.776克
- 币重0.1  金衡盎司  3.4120克 纯度 91.7% 含金量3.110克

克鲁格金币虽是有价金币，但不能当货币在市场上购物，必须在专门从事黄金买卖的金融机构购买或出售。因其非流通货币，从银行买回来的每一枚克鲁格金币，都有透明的聚氯乙烯保护，以免磨损金币的光泽。表面磨损的克鲁格金币，在兑现时要打折扣，所以保存时务必留在原封内。
由于克鲁格金币的成功，后来一些产金国纷起仿效，也铸造类似的金币，有的纯度更高，皇家加拿大鑄幣廠的枫叶金币，纯度为9999。
今日由于投资者可以通过电话或上网买卖各大银行、金融机构发行的贵重金属互惠基金、或买卖金矿公司的股票、期权，既快捷方便，又安全，买实体金币投资的人士已不如八十年代初期多。
有些珠宝商，将1/2金衡盎司的克鲁格金币，镶成金项链坠，1/10金衡盎司的克鲁格金币，镶成金耳坠，别开生面。

## 外部連結
- Krugerrand Value. （页面存档备份，存于）
- Krugerrand （页面存档备份，存于）
- Rand Refinery （页面存档备份，存于）
- The South African Mint Company （页面存档备份，存于）
- Collection of Krugerrand photos （页面存档备份，存于）
- Gold Ounce (1 oz) Krugerrand, Coin Type from South Africa （页面存档备份，存于）